# Conrad Seidl

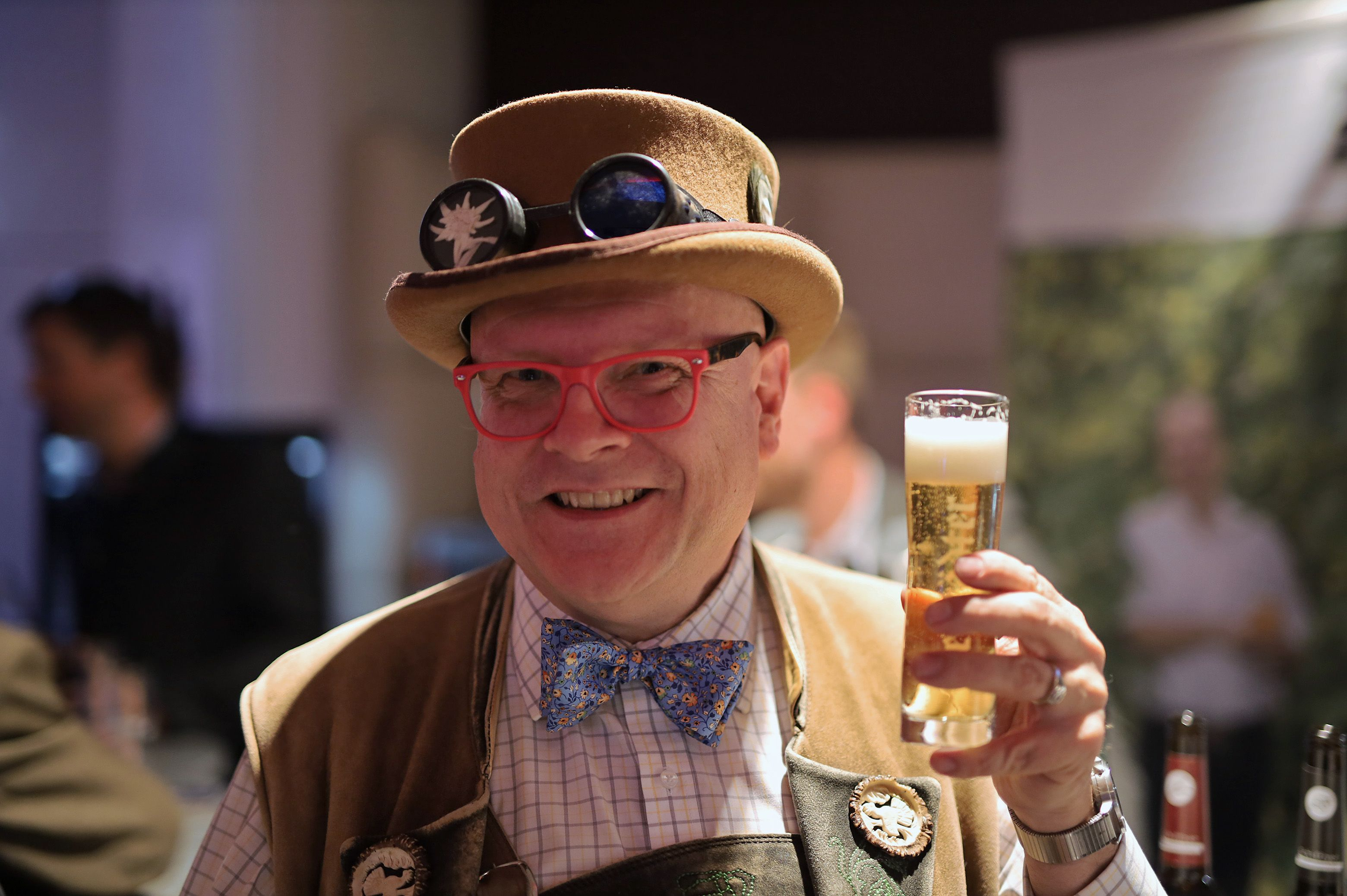
Conrad Seidl (2019)

Conrad Seidl (* 11. August 1958 in Wien) ist ein österreichischer politischer Redakteur und Publizist.

## Leben
Seidl war von 1983 bis 1989 politischer Journalist bei der Tageszeitung Kurier. Anschließend wechselte er zum Standard. 2005 wurde er im Standard Betriebsrat und gleichzeitig als Ersatzmann ins Präsidium der Journalistengewerkschaft in der djp (heute GPA-DJP) gewählt. 2009, 2014 und 2019 wurde sein Mandat bestätigt.
Er veröffentlichte eine Anzahl von Büchern zum Thema Bier und beschäftigte sich publizistisch zudem mit österreich- und militäraffinen Themen. 2013 präsentierte er gemeinsam mit Markus Kavka die Serie Bier on Tour bei dem Fernsehsender Servus TV. 2018 wurde die erste Staffel der Serie Beer-tastic! gesendet.
Im Zusammenhang mit seiner Beschäftigung mit dem Thema Bier und Braukultur vermarktet sich Seidl selbst als „Bierpapst“. Medienberichten zufolge ließ er sich diese Bezeichnung in den 1990er-Jahren markenrechtlich schützen. Dies führte auch zu seiner Beteiligung am Musikvideo Beer (Let's Go Punk) der Band Soupshop.

## Ehrungen und Auszeichnungen
- 1987: Barthold-Stürgkh-Preis[7]
- 1987: Hans-Kudlich-Preis[8]
- 1987: Österreichischer Staatspreis für publizistische Leistungen im Interesse der Geistigen Landesverteidigung[9]
- 1988: Leopold-Kunschak-Preis
- 2013: Aufnahme in die Bruderschaft von Santa Maria dell’Anima („Animabruderschaft“)
- 2023: Militär Anerkennungsmedaille des österreichischen Bundesheeres[10]
- Ehrenmitglied K.Oe.L. Maximiliana im Bund Katholisch-Österreichischer  Landsmannschaften